# Progresivni savez (Urugvaj)
Progresivni savez  (špa. Alianza Progresista) je politička stranka u Urugvaju. Progresivni savez je stranka lijevog centra.
Stranku je 1999. osnovao Rodolfo Nin Novoa te je od tada dio koalicije Široki front. Na posljednjim izborima "Progresivni savez" je dobio jedno mjesto u Senatu i jedno mjesto u Zastupničkom domu.

## Vanjske poveznice
- Službene stranice  Arhivirana inačica izvorne stranice od 27. veljače 2010. (Wayback Machine) (šp.)